# Meri Te Tai Mangakāhia

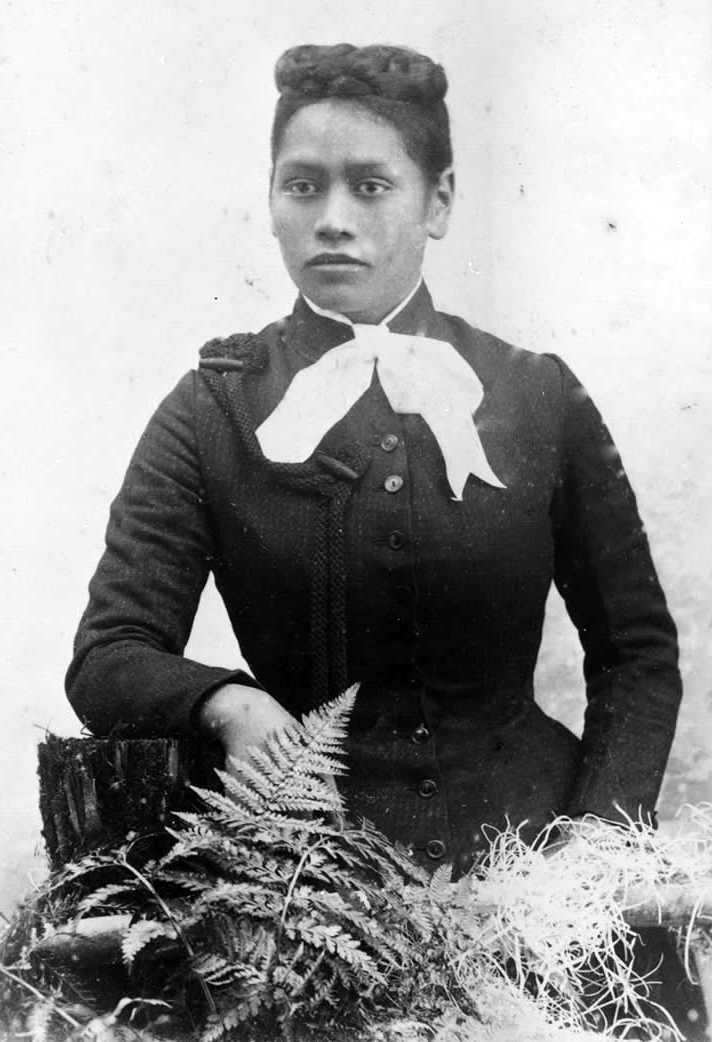
Meri Te Tai Mangakāhia, 1890

Meri Te Tai Mangakāhia (ur. 22 maja 1868, zm. 10 października 1920) – maoryska emancypantka.
Pochodziła z wpływowego rodu, jej ojciec był wodzem plemienia. Odebrała staranną edukację; ukończyła St Mary’s Convent w Auckland. Wydano ją za asesora sądowego Hamiora Mangakāhia. W czerwcu[1892 roku jej mąż został wybrany premierem przez maoryski parlament, Kotahitangę. 18 maja 1893 roku spiker izby niższej tego parlamentu przyjął jej petycję, a następnego dnia dopuścił ją do głosu w celu wyjaśnienia zgłoszonych postulatów. W krótkiej mowie Meri Te Tai Mangakāhia argumentowała potrzebę przyznania kobietom biernego i czynnego prawa wyborczego tym, że skoro nierzadko są one posiadaczami ziemskimi, powinny mieć także prawo do stanowienia prawa, służącego do rozstrzygania problemów.
Wprawdzie postulaty Meri Te Tai Mangakāhia upadły i plemienny parlament nie uchwalił proponowanych zmian, ale już kilka miesięcy później, 19 września 1893 roku, gubernator David Boyle przyznał prawa wyborcze wszystkim mieszkankom Nowej Zelandii.
Także w późniejszych latach Mangakāhia brała aktywny udział w ruchu emancypantek. Zmarła na grypę w wieku 52 lat.